# Da-Wen Sun
Dawen Sun (en chino simplificado, 孙大文; en chino tradicional, 孫大文; pinyin, Sūn Dàwén), conocido como Da-Wen Sun (18 de diciembre de 1960 (64 años), profesor de Ingeniería de Alimentos y Biosistemas de la University College Dublin, Nacional University of Ireland.

## Biografía
Da-Wen Sun nació en el sur de China y es actualmente una autoridad mundial en la enseñanza e investigación de ingeniería de alimentos. Sus principales actividades en investigación incluyen el enfriamiento, secado, sistemas y procesos de refrigeración, calidad y seguridad de productos alimenticios, simulación y optimización de bioprocesos, y tecnología de visión por computadora. En particular, sus estudios innovativos sobre refrigeración al vacío de carnes cocidas, inspección de calidad de pizza por visión por computadora, y películas comestibles para la extensión de la vida útil de frutas y verduras han sido ampliamente publicados en revistas nacionales e internacionales. Los resultados de su trabajo, artículos científicos revisados y calificados por otros investigadores, han sido publicado en más de 180 revistas de nivel internacional y en más de 200 conferencias.
El profesor Sun se graduó con honores como Licenciado en Ciencias, recibió un Master en Ingeniería Mecánica, y obtuvo el grado de doctor en Ingeniería Química en China antes de trabajar en diversas universidades en Europa. Fue además el primer ciudadano de nacionalidad china en obtener un trabajo permanente en una universidad irlandesa cuando comenzó a trabajar en 1995 como profesor universitario en la National University of Ireland, Dublín (University College Dublin, UCD), y en muy corto plazo fue promovido en su cargo académico empezando como profesor asistente, luego profesor asociado hasta alcanzar finalmente el grado máximo de profesor principal. Actualmente es profesor de Ingeniería de Alimentos y Biosistemas y director del Grupo de Investigación en Refrigeración de Alimentos y Tecnología de Visión por Computadora (FRCFT) en la University College Dublin (UCD).
Siendo un líder en la enseñanza de ingeniería de alimentos, el profesor Sun ha contribuido significativamente al campo de la ingeniería de alimentos. Ha dirigido a numerosos estudiantes de doctorado, los que a su vez han aportado su contribución a la industria y academia. Ha dado también y con regularidad clases en instituciones académicas de nivel internacional sobre avances en ingeniería de alimentos al igual que discursos en conferencias internacionales. Debido a que es una autoridad reconocida en la ingeniería de alimentos, 10 importantes universidades de China, entre las que se encuentran Zhejiang University, Shanghai Jiaotong University, Harbin Institute of Technology, China Agricultural University, South China University of Technology, y Jiangnan University, le han otorgado el título honorífico de profesor adjunto, visitante y consultor. En reconocimiento a su contribución significante a la Ingeniería de Alimentos a nivel mundial y por su liderazgo sobresaliente en este campo, la International Commission of Agricultural Engineering, (Comisión Internacional de Ingeniería Agrícola, CIGR) le ha conferido el Premio al Mérito CIGR en el año 2000 y nuevamente en el año 2006; la Institution of Mechanical Engineers (Institución de Ingenieros Mecánicos, ImechE) del Reino Unido lo nombró “Ingeniero de Alimentos del Año 2004”. En el año 2008 se le confirió el Premio de Reconocimiento CIGR en honor a sus distinguidos logros y por encontrarse en el uno por ciento de los más destacados científicos de Ingeniería Agrícola en el mundo.
El profesor Sun es miembro (Fellow) de la Institution of Agricultural Engineers (Institución de Ingenieros Agrícolas). Ha recibido también numerosos premios por excelencia en la enseñanza e investigación, incluyendo la beca President’s Research Fellowship (Beca de Investigación del Presidente), y el premio President’s Research Award (Premio de Investigación del Presidente) de la University College Dublin (UCD), este último en dos oportunidades. También es miembro del Consejo Ejecutivo del CIGR y Vicepresidente Honorario del CIGR, Editor principal de la revista Food and Bioprocess Technology – an International Journal (Tecnología de Bioprocesos y Alimentos –una Revista Internacional) (Springer), editor de la serie de libros Contemporary Food Engineering (Ingeniería de alimentos Contemporánea) (CRC Press / Taylor & Francis), fue editor de la revista Journal of Food Engineering (Ingeniería de Alimentos) (Elsevier), y miembro del consejo editorial de las revistas Journal of Food Engineering (Ingeniería de Alimentos) (Elsevier), Journal of Food Process Engineering (Ingeniería de Procesos de Alimentos) (Blackwell), Sensing and Instrumentation for Food Quality and Safety (Mediciones e Instrumentación para la Calidad y Seguridad Alimenticia (Springer), y Czech Journal of Food Sciences (Ciencia de los Alimentos). Está además registrado como ingeniero en el Consejo de Ingeniería del Reino Unido.

## Premios y honores
- Premio de Reconocimiento CIGR, 2008, otorgado por CIGR, International Commission of Agricultural Engineering (Comisión Internacional de Ingeniería Agrícola)
- Premio Miembro AFST(I), 2007, otorgado por la Association of Food Scientists and Technologists, India (Asociación de Tecnólogos y Científicos de Alimentos)
- Premio al Mérito CIGR, 2006, otorgado por CIGR, International Commission of Agricultural Engineering (Comisión Internacional de Ingeniería Agrícola)
- President’s Research Fellowship (Beca de Investigación del Presidente), 2004/2005, otorgado por la University College Dublin (UCD)
- Prnemio Ingeniero de Alimentos del Año, 2004, otorgado por la Institution of Mechanical Engineers (Institución de Ingenieros Mecánicos), Reino Unido
- Quién es Quién en Ingeniería y Ciencia, 2000 -
- Premio al Mérito CIGR, 2000, otorgado por CIGR, International Commission of Agricultural Engineering (Comisión Internacional de Ingeniería Agrícola)
- President’s Research Award (Premio de Investigación del Presidente), 2000/2001, otorgado por la University College Dublin (UCD)
- Quién es Quién en el mundo, 1999 -